# Topper Headon
Topper Headon (właśc. Nicholas Bowen Headon) (ur. 30 maja 1955 w Bromley w hrabstwie Kent) – brytyjski muzyk, perkusista zespołu punk rockowego The Clash do którego dołączył w 1977 roku po odejściu Terry’ego Chimesa.
Zaśpiewał partie wokalne w utworze Ivan Meets G. I. Joe z albumu „Sandinista!” oraz jest autorem muzyki utworu Rock the Casbah z płyty „Combat Rock” w którym nagrał perkusję, bas i klawisze.
W 1981 wzrosło napięcie pomiędzy nim a pozostałymi członkami zespołu. Powodem było jego
uzależnienie od heroiny, które zaczęło odciskać piętno na grze. Dostał ultimatum: albo przestanie brać, albo zostanie wyrzucony. Topper nie poradził sobie z nałogiem i sam odszedł od zespołu w 1982 roku na początku tournée, które zespół dokończył angażując dawnego perkusistę Terry’ego Chimesa. W tamtym czasie oficjalnie podano do mediów, że Topper odszedł z The Clash z powodu różnic poglądów politycznych.
Później Mick Jones zaproponował mu granie w swoim zespole – Big Audio Dynamite, ale nic z tego nie wyszło z powodu ciągłego uzależnienia narkotykowego.
Headon w 1985 roku zarejestrował solowy album Waking Up (Mercury 1986), który przeszedł niezauważony. W tym czasie poddał się leczeniu i wyszedł z nałogu pozostając do dziś czysty.
W 2007 roku muzyk został sklasyfikowany na 7. miejscu listy 50 najlepszych perkusistów rockowych według Stylus Magazine.